# Anathallis pubipetala
Anathallis pubipetala es una especie de orquídea epífita originaria de Brasil donde se encuentra en la mata atlántica.

## Taxonomía
Anathallis pubipetala fue descrito por (Hoehne) Pridgeon & M.W.Chase y publicado en Lindleyana 16(4): 250. 2001.
Sinonimia
- Pleurothallis pubipetala Hoehne
- Specklinia pubipetala (Hoehne) Luer	[2][4][5]